# Adrian Bouchet

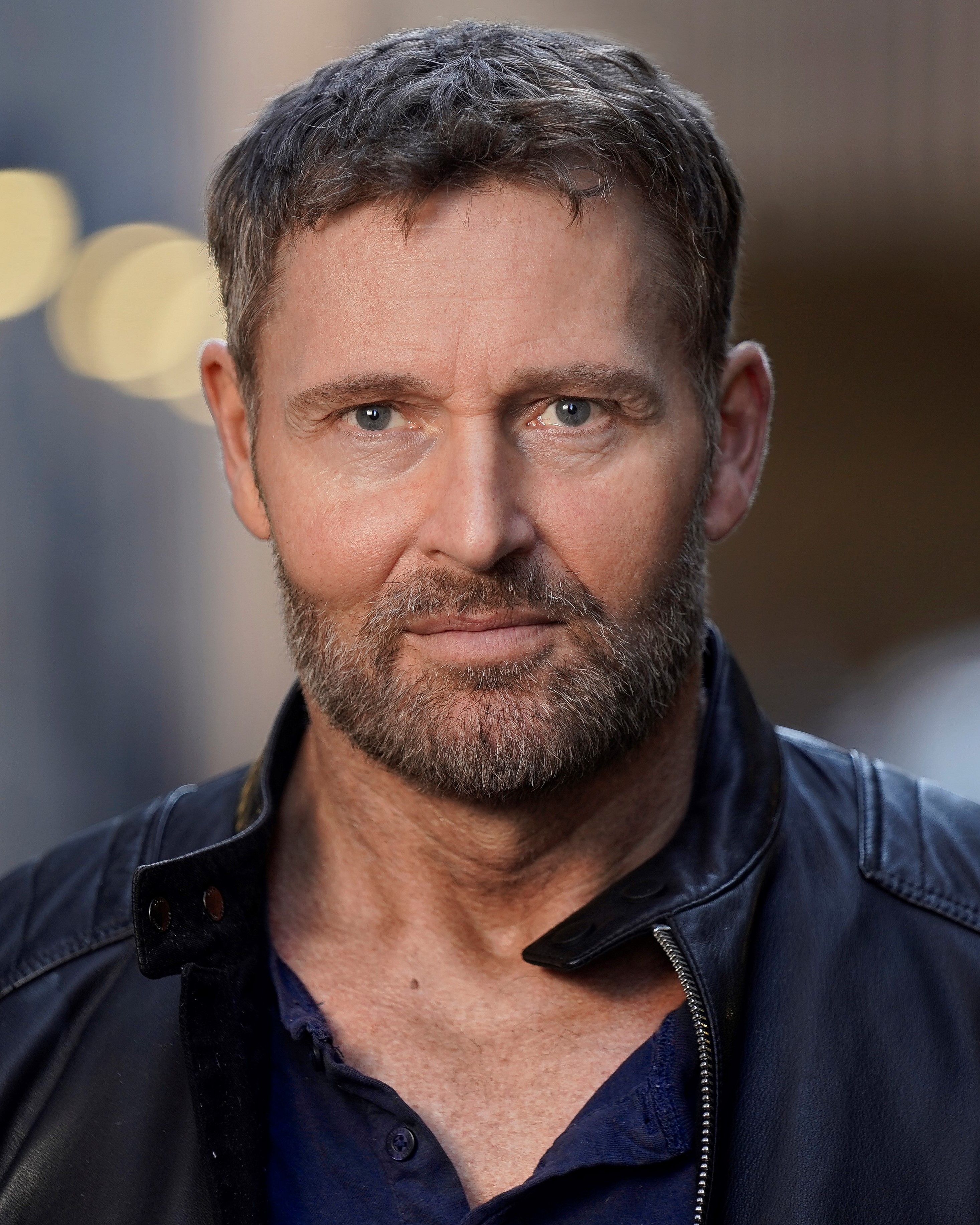
Adrian Bouchet (2022)

Adrian Bouchet (* in Simbabwe) ist ein britischer Theater- und Filmschauspieler.

## Leben
Bouchet wurde in Simbabwe geboren. Er ist Absolvent der Birmingham University. Er besuchte die Birmingham School of Acting. Gegen Ende der 1990er Jahre spielte er erstmals in Fernsehproduktionen mit. So wirkte er 1998 in einer Episode der Fernsehserie Polizeiarzt Dangerfield mit. In den nächsten Jahren konnte er sich als Episodendarsteller in Serien und Nebendarsteller in Filmproduktionen als Schauspieler etablieren. 
2011 erhielt er auf dem International Film Festival 2011 die Auszeichnung Best Actor International für seine Leistung im Film A Brunette Kiss an der Seite von Bridie Latona. 2012 hatte er die Rolle des Brett im Actionfilm Interview with a Hitman inne. 2014 spielte er im Film Morning Star einen namenlosen Ritter, der die Gebeine seines im Kampf gefallenen Freundes dessen Familie übergeben will. 2015 stellte er im Film Arthur und Merlin die Rolle des Lucan dar. Zwei Jahre später hatte er mit seiner Rolle in King Arthur: Legend of the Sword erneut eine Besetzung in einem Film, der die Artussage thematisierte. Zuvor war er 2016 in der titelgebenden Rolle des Ben Hur im Film Ben-Hur – Sklave Roms zu sehen. In The Last Kingdom spielte er von 2017 bis 2018 in 17 Episoden die Rolle des angelsächsischen Kriegers Steapa. 2019 übernahm er mit der Rolle des Billy Ford eine der Hauptrollen im B-Movie Monster Island – Kampf der Giganten. 2021 spielte er in der Fernsehserie Glow & Darkness in acht Episoden die Rolle des Frederick I Barbarossa. 

## Filmografie (Auswahl)
als Adrian Bouchet
- 1998: Polizeiarzt Dangerfield (Dangerfield, Fernsehserie, Episode 5x08)
- 2000: The Waiting
- 2002: 9 Dead Gay Guys
- 2002: Coronation Street (Fernsehserie, Episode 1x5388)
- 2003: Späte Jungs (Manchild, Fernsehserie, Episode 2x06)
- 2003: Two Minutes After Midnight (Kurzfilm)
- 2004: American Princess (Chasing Liberty)
- 2004: Alien vs. Predator
- 2004: Journey to the Centre of the Earth (Fernsehfilm)
- 2006: Goose Sock Blender Wok (Kurzfilm)
- 2006: Eternal Love (Kurzfilm)
- 2007: A Girl and a Gun (Kurzfilm)
- 2007: The Lovers (Kurzfilm)
- 2008: Slaughterhouse (Kurzfilm)
- 2008: The Luckiest Guy in the World (Kurzfilm)
- 2009: Idol of Evil
- 2009: Tears of the Son (Kurzfilm)
- 2010: Rätsel der Geschichte (Mystery Files, Fernsehserie, 2 Episoden)
- 2010: Kampf der Titanen (Clash of the Titans)
- 2010: Late Night Barber Shop (Kurzfilm)
- 2010: Urban Rebels Unite (Kurzfilm)
- 2011: The Veteran
- 2011: The Assassin (Kurzfilm)
- 2011: A Brunette Kiss (Kurzfilm)
- 2011: Dreaming of Rose (Kurzfilm)
- 2012: From This Day
- 2012: Silent Witness (Fernsehserie, 2 Episoden)
- 2012: The Bond (Kurzfilm)
- 2012: Dying and Other Superpowers (Kurzfilm)
- 2012: Interview with a Hitman
- 2012: The Seasoning House
- 2012: Sophie (Kurzfilm)
- 2012: Battle Recon
- 2012: Termination (Kurzfilm)
- 2012: Tea & Crumpets (Kurzfilm)
- 2012: Eluding Dystopia (Kurzfilm)
- 2012: Day Return (Kurzfilm)
- 2013: Fedz
- 2013: The Sky in Bloom
- 2013: The Flight of the Flamingo
- 2014: Monuments Men – Ungewöhnliche Helden (The Monuments Men)
- 2014: Olive Green
- 2014: Eve
- 2014: Battle of Kings: Bannockburn
- 2014: Watch Over Me (Kurzfilm)
- 2014: Morning Star
- 2014: The Crypt
- 2015: Je suis daddy
- 2015: Das Haus am Wald (Awaiting)
- 2015: Arthur und Merlin (Arthur and Merlin)
- 2015: Predator: Dark Ages (Kurzfilm)
- 2015: Chicken
- 2015: Art Ache
- 2016: The Fall of the Krays
- 2016: Ben-Hur – Sklave Roms (In the Name of Ben Hur)
- 2016: The Comedian's Guide to Survival
- 2017: The Hippopotamus
- 2017: Multi-Story (Kurzfilm)
- 2017: King Arthur: Legend of the Sword
- 2017: Knights of the Damned
- 2017: The Butchering Art
- 2017–2018: The Last Kingdom (Fernsehserie, 17 Episoden)
- 2018: Strike Back (Fernsehserie, Episode 6x07)
- 2018: 1945 From This Day
- 2018: Dragon Kingdom
- 2019: Monster Island – Kampf der Giganten (Monster Island)
- 2020: Glamour
- 2020: Cowboy
- 2020: Cupid
- 2021: HellKat
- 2021: Quentin Quarantine (Fernsehserie, Episode 1x07)
- 2021: Glow & Darkness (Fernsehserie, 8 Episoden)
- 2022: A Fistful of Karma
- 2023: Mission: Impossible – Dead Reckoning Teil Eins (Mission: Impossible – Dead Reckoning Part One)
- 2024: Those About to Die (Fernsehserie)

als Mark Stevens
- 2005: Good Service
- 2005: All About Anna

## Theatergrafie (Auswahl)
- A Midsummer Night's Dream (Folksy Theatre)
- On the Piste	(Oldham Coliseum Theatre)
- Troilus & Cressida (Theatr Clwyd)
- Don't Dress For Dinner (The English Theatre of Hamburg)
- On the Piste (Hull Truck)
- The Bridge (Mouthpiece Theatre)
- Romeo & Juliet (Fleighton Productions)
- Alfred & the Burned Buns (Theatre West)
- Macbeth (C'est Tous Theatre)
- Twelfth Night	(Now and Then Productions)
- Pink For A Boy (Space Theatre)
- Cinder Eddie & the Sleeping (Space Theatre)
- The Vital Spark (Wet Arts Theatre)
- Death & the Maiden (C'est Tous Theatre)
- Romeo & Juliet (C'est Tous Theatre)
- As You like It (Cambridge Shakespeare Festival)
- Twelfth Night	(Cambridge Shakespeare Festival)